# あきは@
あきは＠（あきはあっと）は日本の漫画家ユニット。主にガイドワークスにてパチンコ・パチスロ漫画誌作品と並行し、成人向け漫画も手がける。

## 来歴
- 中学生の頃に週刊少年ジャンプでの月例賞「ぶっちゃけ」で受賞後、月刊プレイボーイでデビュー。
- 「熊切教介」、「秋葉魔王」、「熊切マオウ」等数々のペンネームにて制作していた当時は、遅筆で原稿も追いつかない状況にて当時仕事していた雑誌社全てが打ち切りに終わる。秋葉魔王のアシスタントがヤングマガジンにてデビューするも人気が取れず、二人で作風を共有することで一人分の作業を二人ですることにより負担を減らした。この時点で秋葉魔王はペンネームから同人サークル名に変更し、あきは＠AとBと分けて活動している[1]。
- 巨匠『池上遼一』を師匠に持ち、自身のTwitterのつぶやきでも良く登場していて、現在でもヘルプでアシスタントに通っている。ガルパンを池上遼一に勧めたのはあきは＠。

## 人物
- Bは元イラストレーター。その経験を活かし速筆であり、単行本４冊と連載誌の同時進行作業の際には１ヶ月で３００ページを超えたと自身の単行本にて記述している[2]。
- Aは中学の頃に漫画賞を受賞し、空手の師である南里宏が新極真会に移行する前の拳蹴道に所属しており格闘家の道か漫画家への道か迷ったが、悪童にて傷害事件を度々起こしその素行の悪さから道場の師範代であった実の兄に破門にされ改めて漫画家の道を目指す。元極真会館初段。現新極真会所属[3]。

## 作品リスト
1. 『くぱぁな奴隷メイド』 （2016年2月20日初版発行[4]、三和出版〈サンワコミックス〉、ISBN 978-4-77699-071-0）
2. 『種付け市民権』 （2016年2月27日発売、ジーウォーク〈ムーグコミックス ピーチシリーズ〉、ISBN 978-4-86297-582-9）
3. 『黒いセールスレディ☆』 （2016年4月28日発売、ジーウォーク〈ムーグコミックス ピーチシリーズ〉、ISBN 978-4-86297-592-8）
4. 『えろかみっ! アダルト神話これくしょん』 （2016年8月発売、編集：マニアックラブ研究会、三和出版〈SANWA MOOK〉、ISBN 978-4-77691-573-7）
5. 『ご主人様の乳奴隷』 （2017年3月17日発売[5]、エンジェル出版〈エンジェルコミックス〉、ISBN 978-4-87306-753-7）
6. 『チャリン娘チエ』 （2021年3月26日発売[6]、ガイドワークス、電子書籍のみ）
7. 『ネトリックス-奪い犯し堕とすNTRセックス』 （2021年8月31日発売、三和出版〈サンワコミックス〉、ISBN 978-4-77699-208-0）
8. 『ユルすぎる人妻～町内全員穴兄弟～』（2022年10月発売[6]、ファンギルド、電子書籍のみ）
9. 『金欲学園』 (2022年10月25日発売、GOT COMICS ISBN 978-4823603709)
10. 『チャリン娘チエ2』 （2024年8月26日発売、ガイドワークス、電子書籍のみ）

### 掲載作品
「あきは＠」名義
『一般誌』
- チャリン娘チエ（連載中、別冊パチスロパニック7）

- 銀田まいの寝ても覚めても（読み切り、漫画パチンカー　クイーンSP）
- ちょび（読み切り、漫画パチンカークイーンMIXvol.2）
- パチスロライター解体新書（読み切り、漫画パチスロパニック７）

『成年漫画』
- 俺の奴隷がヤバすぎる (アクリコミック)
- じぇじぇじぇ！！美人海女ちゃんは僕らのオモチャ！(もえスタビースト)
- オトナの海の家(もえスタビースト)
- 10億円当選したので、種付け市民権を買ってみた。(もえスタビースト)
- 豚汁～雌味～(もえスタビースト)
- 金縛りの術っ！～身動き取れない女体にズッポシ～ (カゲキヤコミック)
- 午前0時、今日も私は義父に侵される。(エロマンガ島)
- 緊縛旅姦 若女将淫穴接待(エンジェル出版)

「秋葉魔王」名義
- 快感！ 痴療クリニック
- こみっく☆パラダイス！
- 黒いセールスレディ☆大人のおもちゃでドーン！

### 同人誌
- 『オウオウトゥナイト』
- 『けいけつ！2』
- 『痴漢vs女装校生』
- 『夢のギャル喫茶』
- 『男の娘凌辱列伝』
- 『本当にあったHな話人妻風俗編』
- 『闇金ウシジマくんAチャンネル編』
- 『キメルキミ』
- 『性霊白書』
- 『戦車道の娘達が卑猥なビッチに仕上がりました』
- 『承太郎がホリィに女装肉便器にされた件』
- 『家庭内寝取ラレ生活』
- 『ちんこれ』

## 師匠
- 池上遼一
- 南里宏

## アシスタント
- ちゆ

## 脚註
1. ↑  [秋葉魔王のTwitter]
2. ↑  『くぱぁな奴隷メイド』（アクリコミック、三和出版、2016年2月20日)のあとがきに記載
3. ↑  妻のツイッターより
4. ↑  “作家別インデックス”.   コミック・マショウ公式ホームページ. 2022年5月20日閲覧。
5. ↑  “ご主人様の乳奴隷”.   エンジェル出版. 2022年5月20日閲覧。
6. 1 2  “チャリン娘チエ vol.1”.   ガイドワークス. 2022年5月20日閲覧。